# 認知神經科學
認知神經科學（英語：Cognitive neuroscience）是一門科學學門，旨在探討認知歷程的生物學基礎。主要的目標為闡明心理歷程的神經機制，也就是大腦的運作如何造就心理或認知功能。認知神經科學為心理學和神經科學的分支，並且橫跨眾多領域，例如生理心理學、神經科學、認知心理學和神經心理學。認知神經科學以認知科學的理論以及神經心理學、神經科學及計算機模型的實驗證據為基礎。
由於其跨領域的特性，認知神經科學家的背景除了上述提到的學科之外，還有來自神經生物學、神经化学、精神病學、神經學、内分泌学、有机化学、物理學、語言學、哲學和數學等學門。
認知神經科學採用的研究方法，包括來自心理物理學、認知心理學、功能性神經造影、電生理學、認知基因體學和行為遺傳學的實驗典範。另外一部分重要的研究方向來自於腦傷病人的研究。腦部損傷所造成的認知功能受損，提供認知神經科學許多重要的證據（請參照：神經心理學）。而理論的發展則來自計算神經科學和認知心理學。

## 歷史起源
部分認知神經科學學者持有特定腦部區位負責特定的認知功能這樣的觀點。這樣的看法源自於許多不同的理論，如顱相學。雖然顱相學最後因為缺乏科學根據而被摒棄，但特定腦區控制特定認知功能的觀點仍被採納。而現今，在揚棄了觀察頭殼外觀這樣不科學的方式之後，取而代之的是對於頭皮的電生理測量，或是更多對腦部本身的觀測。

### 顱相學
認知神經科學的起源和顱相學有很大的關係。顱相學實質上是一個偽科學，並聲稱頭皮的形狀會影響行為的表現。在19世紀早期，弗朗茲·約瑟夫·加爾和史普漢相信人的大腦可以被分為35個不同的區域。加爾在他的書《神經系統的解剖生理學概論和腦部深論》聲稱頭殼上較大的凸起代表著這塊區域被較頻繁的使用。當時，顱相學廣被大眾所注意，並且發行了以顱相學為主題的期刊。甚至發明了顱相測定儀以測定頭顱上的凸起。

### 總體論
十九世紀的法國實驗心理學家佛羅倫斯如眾多的科學家一樣質疑顱相學的觀點。雖然他的實驗對象為兔子和鴿子，但他發現特定部位的腦傷並不會造成行為上的改變。由此他認為行為表現是由不同腦區共同參與，也就是總體論的觀點。

### 區位化論
二十世紀，歐洲一些科學家如傑克森所進行的一些研究讓區位化論重新成為主流的觀點。傑克森的研究特別在於有癲癇症狀的腦傷病人，他發現病人在癲癇發作的時候，時常會造成相同的陣攣和肌肉緊張的情況。因此他認為每次的發作一定都是發生在相同的腦區，並且提出特定腦區負責特定功能的看法。在後續對於腦葉的研究中，區位化觀點有很大的影響和幫助。

### 神經心理學的興起

布洛卡氏區與韋尼克區

法國的神經科學家保罗·布罗卡在1861年報告了一位病人的症狀。這位病人可以聽的懂語言，但是無法說，並且只能發出「炭」（tan）的音。這位病人之後被發現他左腦的額葉有腦傷，而這塊腦傷的區域現今則被稱作布洛卡氏區。另外一位神經科學家卡爾·韋尼克則發現一位中風病人無法聽取語言訊息和閱讀文字，但可以流利的說話（雖然說的是沒有意義的語句）。這位病人則是有一個在左腦頂葉和顳葉交界處的腦傷。而這塊區域現今被稱作韋尼克區。這兩個病例是支持區位化論的重要證據，因為特定區域的腦傷造成了特定的行為改變。布洛卡和韋尼克的研究促成了神經心理學的誕生，而這個新領域研究的是心理現象和腦傷之間的關係。

### 腦功能定位
在1870年，德國兩位醫師希茲格和費理屈發表了他們在動物實驗的發現。他們在狗的不同大腦皮質部位通上電流，可以誘發不同的相應動作。由此他們認為行為的表現是源自於腦細胞層次的運作。德國的神經解剖學家科比尼安·布洛德曼使用尼氏發明的組織染色技術觀察腦部的細胞種類。於1909時，他發表了他的結論：腦部是由52個不同的部份所組成。這些分區現被稱為布洛德曼分區。現在看來，有些分區劃定的非常精確，如布洛德曼17區和布洛德曼18區。

### 神經教條
在20世紀早期，聖地亞哥·拉蒙-卡哈爾和卡米洛·高爾基開始研究神經細胞的結構。高基發展出銀染色法，可以將特定區域的細胞一同染色。使用這樣的技術觀察神經細胞，讓高爾基認為細胞之間，在共同的細胞質內有直接的連接。卡哈爾則反對這樣的觀點。他在腦部含有較少髓鞘的部位做染色，發現神經細胞並不是緊密相連，而是分離的。他進一步發現神經細胞會單方向的傳遞電訊號。這些發現稱為神經教條，並對之後了解神經細胞的功能提供了基礎的理論。也因次這個貢獻，高基和卡哈爾都獲得了1906年的諾貝爾生理學或醫學獎。

### 認知科學的誕生
1956年9月11日，認知科學大會在麻省理工學院舉行。在大會上喬治·A·米勒發表了他著名的研究《神奇的数字：7±2》。诺姆·乔姆斯基和艾倫·紐厄爾和赫伯特·亞歷山大·西蒙發表了他們在電腦科學上的成果。耐瑟在他1967年的書「認知心理學」中評論了許多在這次會議中所發表的成果。心理學此名詞在1950到1960年代逐漸式微，取代的是認知科學的開始。行為主義的科學家如喬治·A·米勒開始重視語言的內在表徵，而不只有外在的行為表現。大衛·馬爾 提出記憶的階層性表徵，也讓許多心理學家接納了心理功能是需要由腦中特別的演算法處理。

### 認知神經科學
在1980年代之前，神經科學和認知心理學這兩個領域之間幾乎沒有互動。在1970年代晚期，「認知神經科學」這個名詞在一輛計程車的後座誕生，由喬治·A·米勒和麥可·葛詹尼加共同創立。研究者開始用實驗心理學、神經心理學和神經科學的研究方法來為認知科學奠定基礎。在20世紀晚期，新的科學技術成為認知神經科學重要的研究方法。這些技術包含了穿顱磁刺激、功能性磁振造影、腦電圖和腦磁圖。有時也會使用到其他的腦造影技術，如正子斷層掃瞄造影和單光子電腦斷層掃描。在動物上使用的單細胞電位記錄也是重要的技術。另外其他的技術還包含微神經圖、臉部的肌電圖和眼球追蹤儀。整合神經科學試著將不同領域和不同尺度（如生物學、心理學、解剖學和臨床經驗）所得到的研究成果，整合成一個統合的描述性模型。

## 認知神經科學的主題
- 注意力
- 意識
- 決策判斷
- 學習
- 記憶
- 情感
- 語言
- 動作
- 感官

### 引用
1. ↑  Gazzaniga, Ivry and Mangun 2002, cf. title
2. 1 2  Gazzaniga 2002, p. xv
3. ↑  Enersen, O. D. 2009
4. 1 2   (PDF).   [2009-10-05]. （原始内容 (PDF)存档于2010-07-05）.
5. ↑  Gazzaniga et al. 2002, p.1

## 延伸閱讀
- European Journal of Neuroscience
- Cerebral Cortex
- Neuroreport
- Neuropsychologia
- Social neuroscience
- Trends in Neuroscience
- Neuroscience
- Neuroimage
- Brain
- Neuroscience Letters
- Visual Neuroscience
- Vision
- Vision Research
- Brain Research
- Clinical Neuropsychology
- Experimental Neurology
- Neuroscience Methods
- Clinical Neuroscience Research
- Clinical Neuroscience
- Developmental Brain Research
- Progress in Brain Research
- Neuroscience Research
- Experimental Neurology
- Human Neurobiology
- Neurophysiology
- Synapse
- Hippocampus
- Memory and Language
- Neuropsychopharmacology
- Clinical and Experimental Neuropsychology
- Neurochemical Research
- Neural Computation
- Trends in Cognitive Science
- Current Opinion in Neurobiology
- Cognitive Brain Research
- Human Brain Mapping
- American Journal of Audiology
- Otology and Neurotology
- Hearing Research
- Clinical Neurophysiology
- Optical Society of America
- Neural Systems
- Auditory Research
- Perception
- Hearing Research
- Acoustical Society of America
- Psychological Review
- Experimental Psychology
- Visual Cognition
- Neurocomputing
- Trends in Cognitive Sciences
- Progress in Neurobiology
- Clinical Neuropharmacology

## 外部連結
- Cognitive Neuroscience Society Homepage （页面存档备份，存于）
- There's Something about Zero
- What Is Cognitive Neuroscience?, Jamie Ward/Psychology Press
- goCognitive - Educational Tools for Cognitive Neuroscience (including video interviews) （页面存档备份，存于）
- CogNet, The Brain and Cognitive Sciences Community Online, MIT （页面存档备份，存于）
- Cognitive Neuroscience Arena, Psychology Press